# Будва на пјену од мора (2. сезона)
Друга сезона телевизијске серије Будва на пјену од мора је снимана и емитована 2012. и 2013.

## Радња
Контроверзни бизнисмен Саво Бачић није тако јак као што изгледа. Отмица, нерешен однос са женом и љубавницом, немогућност да утиче на емотивни живот ћерке, те најава лоших пословних времена, доводе Саву до прединфарктног стања.

## Улоге
| Глумац:                 | Улога:                    |
| ----------------------- | ------------------------- |
| Милутин Караџић         | Саво Бачић                |
| Младен Нелевић          | Јово Радмиловић           |
| Љиљана Благојевић       | Нађа Бачић                |
| Дубравка Вукотић Дракић | Олга Радмиловић           |
| Марко Николић           | Јоко Радмиловић           |
| Сања Јовићевић          | Бојана Бачић              |
| Момчило Оташевић        | Лука Радмиловић           |
| Милена Марић            | Лина Бошковић             |
| Бранимир Поповић        | Мартин                    |
| Милош Пејовић           | Алек                      |
| Сташа Радуловић         | Наташа                    |
| Андреа Мугоша           | Миљана Поповић            |
| Божо Зубер              | Зоро Чери                 |
| Андрија Милошевић       | Луњо Докмановић           |
| Бојана Маљевић          | Катарина Љубибратић       |
| Енвер Петровци          | Добросав Перовић "Бонини" |
| Александра Јанковић     | Нина                      |
| Јелена Минић            | Јована                    |
| Миливоје Обрадовић      | Борис                     |
| Милорад Мандић          | Професор Миле             |
| Нина Јанковић           | Тијана                    |
| Данина Јефтић           | Хана                      |
| Марија Каран            | Анђелика Лушевска         |
| Мирко Влаховић          | Боро Ковачевић            |
| Ана Вујошевић           | Тања                      |
| Војо Кривокапић         | Инспектор Мирко           |
| Бранка Кнежевић         | Борка Жижић               |
| Милица Милша            | Слађана                   |
| Јован Кривокапић        | Пеђа                      |
| Никола Шоћ              | Боћо                      |
| Лепомир Ивковић         | Адвокат Симеон Таталовић  |